# Anisodes vinotincta
Anisodes vinotincta är en fjärilsart som beskrevs av Louis Beethoven Prout 1925. Anisodes vinotincta ingår i släktet Anisodes och familjen mätare. Inga underarter finns listade i Catalogue of Life.